# Within Temptation
Within Temptation – holenderski zespół muzyczny, grający muzykę z pogranicza metalu symfonicznego i rocka, utworzony w 1996 roku przez wokalistkę Sharon den Adel i gitarzystę Roberta Westerholta.
Wczesne płyty zespołu można zaliczyć do gothic metalu (na Enter także z elementami doom metalu), późniejsze do metalu symfonicznego. Gatunek muzyczny prezentowany na ostatnich wydawnictwach członkowie zespołu określają jako rock symfoniczny.
Według informacji podanych w lipcu 2011 roku przez wytwórnię Roadrunner Records, zespół sprzedał na całym świecie ponad trzy miliony płyt.

## Historia zespołu

### Formowanie się zespołu
Zespół został założony w 1996 roku w Holandii przez Roberta Westerholta, który na wokalistkę wybrał swoją partnerkę, Sharon den Adel. Duet dołączył do składu zespołu The Portal, w którym grali Jeroen van Veen i Michiel Papenhove, będący członkami poprzedniej kapeli Westerholta – The Circle (działającej później pod nazwą Voyage). W międzyczasie dołączył do nich perkusista Dennis Leeflang oraz grający na klawiszach Martijn Westerholt, młodszy brat Roberta. Przed rozpoczęciem nagrań materiału na płytę demo zespół zmienił nazwę na Within Temptation.

### 1997–1999:Enter
W 1996 roku zespół wysłał płyty demo z kilkoma piosenkami („The Gatekeeper”, „Candles”, „Enter” i „Pearls of Light”) do czołowych wytwórni płytowych. Ostatecznie muzycy podpisali kontrakt płytowy z wytwórnią płytową DSFA Records, a po tygodniu od nawiązania współpracy zaczęli tworzyć materiał na debiutancki album studyjny. W międzyczasie nowym perkusistą zespołu został Ivar de Graaf. Nagrania płyty odbyły się na przełomie listopada i grudnia tego samego roku. Album, zatytułowany Enter, miał swoją premierę w kwietniu 1997 roku, jego producentem został Lex Vogelaar, gitarzysta zespołu Orphanage, z którym wcześniej Within Temptation mieli okazję zagrać kilka koncertów. Wokalista tegoż zespołu, George Oosthoek, zaśpiewał gościnnie w utworze „Deep Within”.
17 maja 1997 roku zespół zagrał na festiwalu Dynamo'97, zaliczając jeden z pierwszych dużych koncertów w karierze. W listopadzie muzycy pojechali na niewielką dwutygodniową trasę koncertową po Austrii i Niemczech. Pod koniec roku z zespołu odszedł de Graff, który zrezygnował z dalszego grania, ponieważ „chciał poświęcić więcej czasu innym rzeczom”. Nowym perkusistą Within Temptation został Ciro Palma, z którym zespół zagrał na festiwalu Noorderslag, a potem na Dynamo'98. 21 lipca 1998 roku ukazała się pierwsza EP-ka zespołu zatytułowana The Dance.
W ciągu kolejnych miesięcy muzycy zwolnili tempo pracy, skupili się na zakończeniu studiów i stworzeniu własnego studia nagraniowego. W międzyczasie do składu wrócił de Graaf.

### 2000–2003:Mother Earth
Na początku 2000 roku zespół został zaproszony na wiele znaczących festiwali w krajach Beneluksu. W grudniu pojawiła się ich kolejna płyta studyjna zatytułowana Mother Earth, którą wyprodukował Anthony Van den Berg. Album spotkał się z pozytywnymi recenzjami ze strony dziennikarzy muzycznych, zapewniła też muzykom większą rozpoznawalność. W 2001 roku muzycy udali się w światową trasę koncertową, obejmującą występy m.in. w Paryżu, Meksyku, a także na festiwalu Pinkpop. Zespół wydał trzy single: „Our Farewell”, „Mother Earth” i „Ice Queen”, który dotarł na szczyt list przebojów w Holandii i Belgii. Sam album osiągnął status platynowej płyty w Holandii i złotej płyty w Belgii. Zespół otrzymał także nagrody na gali TM/MTV Awards.
W kolejnych miesiącach zespół zagrał na wielu festiwalach muzycznych, takich jak np.: Ozzfest, Lowlands, Dynamo, Rock Werchter, Pukkelpop, Parkpop, Rock im Park, Bizarre i Summerbreeze. W 2003 roku, po zakończeniu trasy koncertowej, ukazała się płyta DVD z zapisem kilku koncertów Within Temptation oraz bonusowymi materiałami (ujęcia zza kulis, wywiad z członkami zespołu).

### 2004–2005:The Silent Force

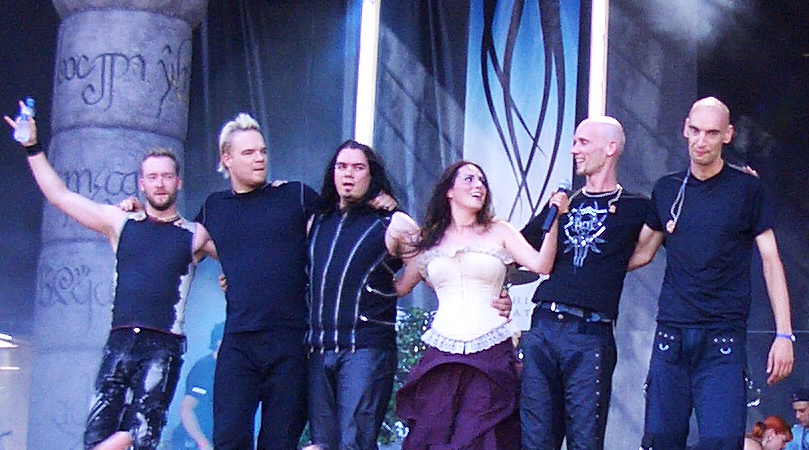
Zespół po koncercie na Metalway, 2006

Przez większość 2004 roku zespół pracował nad materiałem na nowy album studyjny zatytułowany The Silent Force, który ukazał się w październiku tegoż roku. Płyta była tworzona w Szwecji, Rosji, Belgii i Holandii, a wyprodukowana przez Daniela Gibsona. Pierwszym singlem z płyty został utwór „Stand My Ground”, osiągnął sukces komercyjny i trafił na pierwsze miejsce list przebojów w Holandii, Finlandii i Hiszpanii, dotarł też do pierwszej trzydziestki na listach w: Niemczech (5. miejsce), Belgii (10. miejsce), Austrii i Szwajcarii (20. miejsce) czy Grecji (30. miejsce). Singiel otrzymał też status złotej płyty w Hiszpanii, Finlandii, Belgii, Luksemburgu, Niemczech i Portugalii. W listopadzie 2005 roku zespół otrzymał platynową płytę w Holandii.
Na początku 2005 roku odnotowano sprzedaż albumu The Silent Force na poziomie 400 tys. egzemplarzy. Zespół otrzymał wówczas m.in. nagrodę Conamus dla najbardziej eksportowego zespołu oraz nagrodę TMF dla „najlepszego zespołu rockowego”. Drugim singlem z płyty został piosenka „Memories”, a trzecim – „Angels”. W ciągu kolejnych miesięcy muzycy wyruszyli w kolejną, europejską trasę koncertową, zagrali też na Dubai Desert Rock Festival na Bliskim Wschodzie. W tym czasie zagrali m.in. jako support przed koncertami Iron Maiden w Paryżu i Zurichu. W sierpniu muzycy otrzymali Światową Nagrodę Muzyczną, jako najlepiej sprzedający się holenderski artysta na świecie. Pod koniec roku album The Silent Force został wydany w Japonii, Australii oraz Wielkiej Brytanii.
W listopadzie 2005 roku zespół wydał album DVD The Silent Force Tour, zawierający materiały filmowe zarejestrowane w trakcie koncertów oraz specjalnie zaplanowanym Java Island w Amsterdamie. Płyta zawierała także materiały z występów na Rock Werchter (Belgia) i Live 05 (Finlandia), jak również klipy spoza sceny.

### 2006–2010:The Heart of Everything
W lutym 2007 roku zespół ogłosił współpracę z twórcami gry The Chronicles of Spellborn. W celu promocji gry muzycy nagrali dwa utwory: „Sounds of Freedom” i „The Howling”. Druga piosenka znalazła się na ich kolejnej płycie zatytułowanej The Heart of Everything, która została wydana 12 marca. Album zadebiutował na 1. miejscu holenderskiej listy sprzedaży, uplasował się na 2. miejscu w Belgii i Finlandii oraz trafił do pierwszej dziesiątki w ośmiu innych krajach. Pierwszym singlem promującym płytę został utwór „What Have You Done”, w którym gościnnie zaśpiewał Keith Caputo z zespołu Life of Agony. Utwór trafił na 1. miejsce w Holandii i Finlandii. Na drugi singiel w Europie wybrano utwór „Frozen”, dochód ze sprzedaży którego został przeznaczony na cele charytatywne. W Wielkiej Brytanii drugim singlem został utwór „The Howling”, do którego nakręcono drugi teledysk (pierwszy klip powstał na potrzeby promocji gry The Chronicles of Spellborn).
1 maja 2007 roku w Stanach Zjednoczonych ukazała się EP-ka zatytułowana The Howling, która była dostępna w sieci sklepów Hot Topic. Oprócz utworu tytułowego, na minialbumie znalazły się wybrane utwory z albumu The Silent Force. Wydanie albumu The Heart of Everything w Stanach Zjednoczonych poprzedziła trasa koncertowa The Hottest Chicks in Metal Tour 2007, w trakcie której zespół występował na scenie obok zespołów, takich jak: Lacuna Coil, The Gathering, Stolen Babies, In This Moment i Kylesa. Premiera albumu The Heart of Everything na amerykańskim rynku odbyła się 24 lipca. Płyta zadebiutowała na 106. miejscu listy Billboard Top 200.

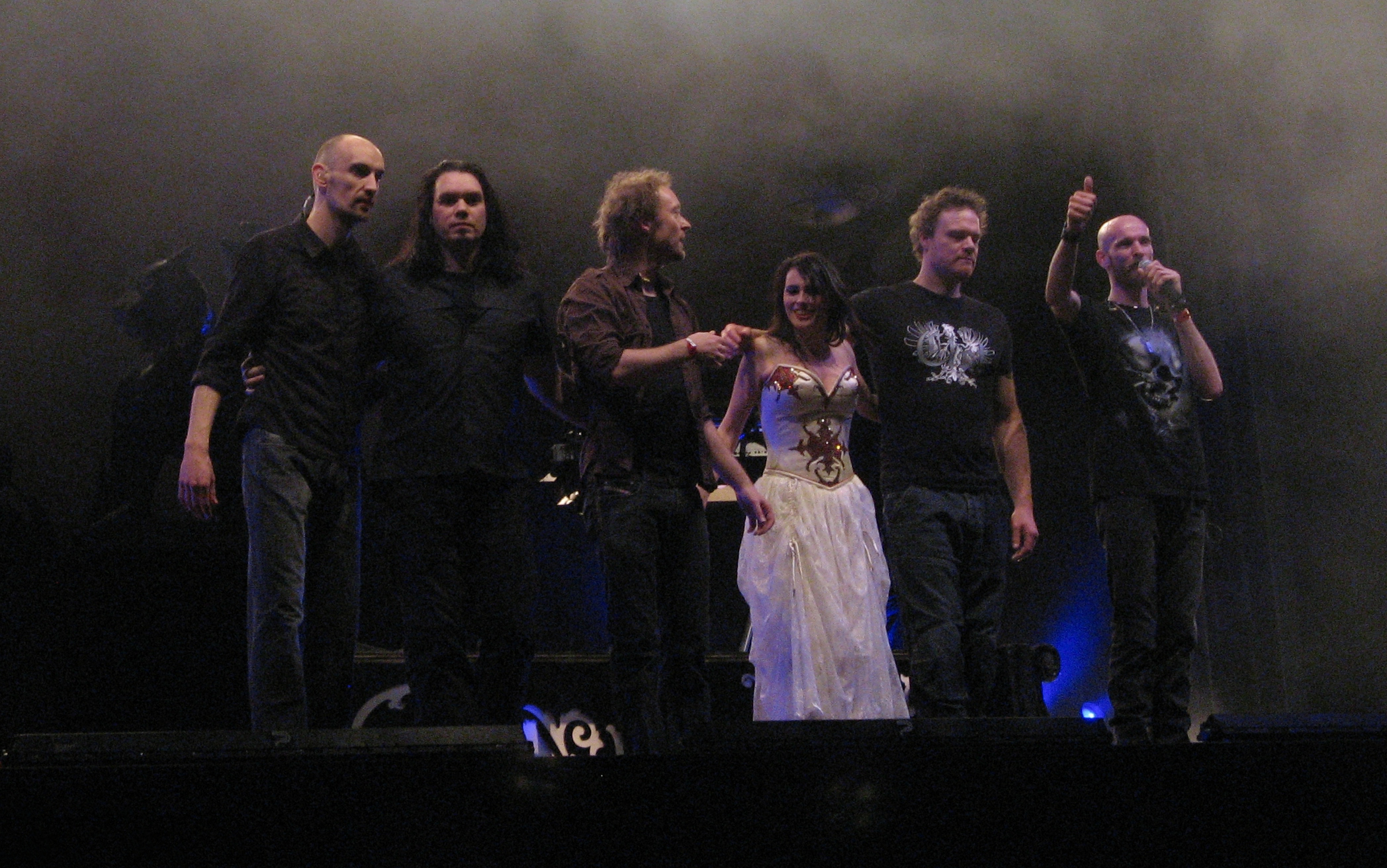
Zespół na Bevrijdingsfestival, maj 2008

W listopadzie 2007 roku zespół wydał specjalną edycję albumu pt. The Heart of Everything, promowaną przez singel „All I Need”. W tym czasie wyruszył w europejską część trasy koncertowej, w której ramach zagrał koncert m.in. w warszawskim klubie „Stodoła” (16 stycznia 2008). 7 lutego 2008 roku zespół zagrał koncert w Ahoy Rotterdam u boku 60-osobowego Metropole Orchestra i 30-osobowego chóru klasycznego Pa’dam Choir. Występ obejrzała publiczność licząca ok. 10 tys. osób. Zapis z koncertu ukazał się 22 września 2008 na podwójnym koncertowym DVD, podwójnym koncertowym CD i dysku Blu-ray zatytułowanym Black Symphony. Na DVD, oprócz koncertu w Ahoy, znalazły się także fragmenty koncertu zagranego w Beursgebouw w Eindhoven (24 listopada 2007 roku) oraz dodatkowe materiały bonusowe (m.in. teledyski, zapis wręczenia nagrody „Pop Prize”, zapisy z prywatnych kamer członków zespołu z tournée po USA i Japonii).
Pod koniec 2008 roku zespół zapowiedział rozpoczęcie pracy nad materiałem na nowy album studyjny. W listopadzie 2009 roku zespół wydał płytę zatytułowaną An Acoustic Night at the Theatre, zawierającą akustyczne wersje piosenek nagranych w trakcie trasy teatralnej z 2008 roku. Wydawnictwo promowane było przez singiel „Utopia”, w którym gościnnie zaśpiewał Chris Jones.
W 2010 roku na oficjalnej stronie zespołu ukazała się informacja, że z zespołu odchodzi perkusista, Stephen van Haestregt, który zdecydował się na współpracę z grupą My Favourite Scar.

### 2011–2012:The Unforgiving
18 listopada 2010 roku zespół ogłosił szczegóły nowego albumu studyjnego zatytułowanego The Unforgiving, który (jako album koncepcyjny) został oparty na serii komiksów Stevena O’Connella ilustrowanych przez Romano Molenaara. Poza komiksem nagrano trzy krótkie filmy (Mother Maiden, Sinead oraz Triplets), które jednocześnie stanowiły rozbudowane teledyski do utworów „Faster”, „Sinead” i „Shot in the Dark”. Album został wydany 25 marca 2011 roku i zadebiutował na 2. miejscu w Holandii, trafił do pierwszej dziesiątki list sprzedaży w Belgii, Portugalii, Finlandii, Niemczech, Szwecji, Szwajcarii, Czechach, Polsce i Austrii, a także zadebiutował na 50. miejscu amerykańskiej listy Billboard Top 200.

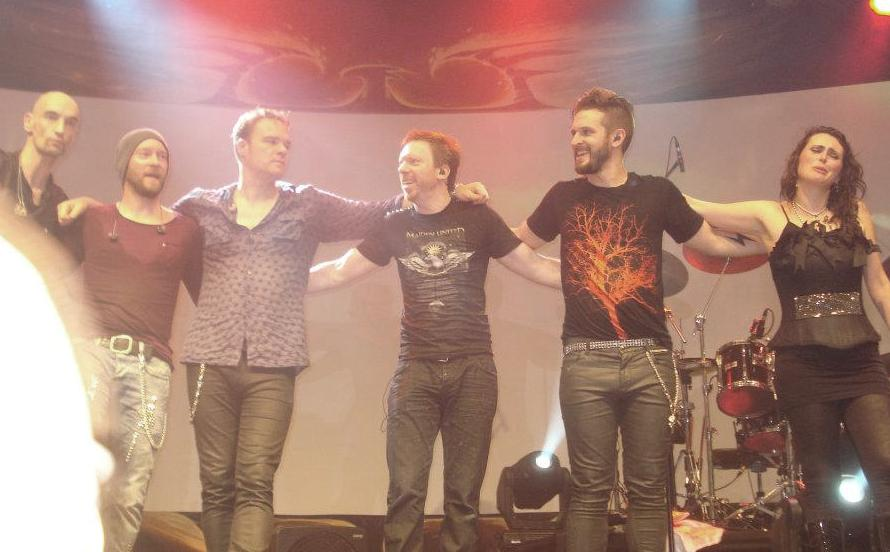
Zespół na koncercie w Rio de Janeiro, luty 2012

Na początku września 2011 roku album otrzymał status złotej płyty w Polsce. W ramach trasy koncertowej promującej album, która rozpoczęła się 10 sierpnia 2011 roku występem na Sziget Festival na Węgrzech, zespół zagrał ponad sto koncertów w Europie, Stanach Zjednoczonych, Kanadzie i Ameryce Południowej. W ramach światowej trasy zespół czterokrotnie zagrał w Polsce (22 października 2011 w Krakowie, 23 października w Warszawie, 21 lipca 2012 roku na Festiwalu w Jarocinie i 18 maja 2013 roku na krakowskich Czyżynaliach). 13 listopada 2012 roku w belgijskiej Sportpalais zespół zagrał specjalny koncert zatytułowany Elements z okazji 15-lecia istnienia. W trakcie koncertu zespołowi towarzyszyła Il Novecentro Orchestra i specjalni goście, wśród których byli m.in. byli członkowie Within Temptation.

### Od 2013:The Q-Music SessionsiHydra
19 kwietnia 2013 roku ukazał się kolejny album studyjny Within Temptation zatytułowany The Q-Music Sessions, na którym znalazły się covery nagrywane przez zespół na zamówienie belgijskiej rozgłośni radiowej Q-Music. Przez piętnaście tygodni na antenie radia w ramach piątkowej audycji Within Temptation Friday publikowano wybrany cover stworzony przez muzyków. Po tym, jak audycja spotkała się z przychylnością słuchaczy, muzycy zdecydowali się na wydaniu pełnego albumu z autorskimi interpretacjami piosenek innych wykonawców. Pierwotnie planowano, by na krążku znalazły się też cztery dodatkowe piosenki („Skyfall” Adele, „Somebody That I Used to Know” Gotye, „Paradise” Coldplay oraz „Little Lion Man” Mumford & Sons), jednak zespołowi nie udało się pozyskać praw do ich publikacji.

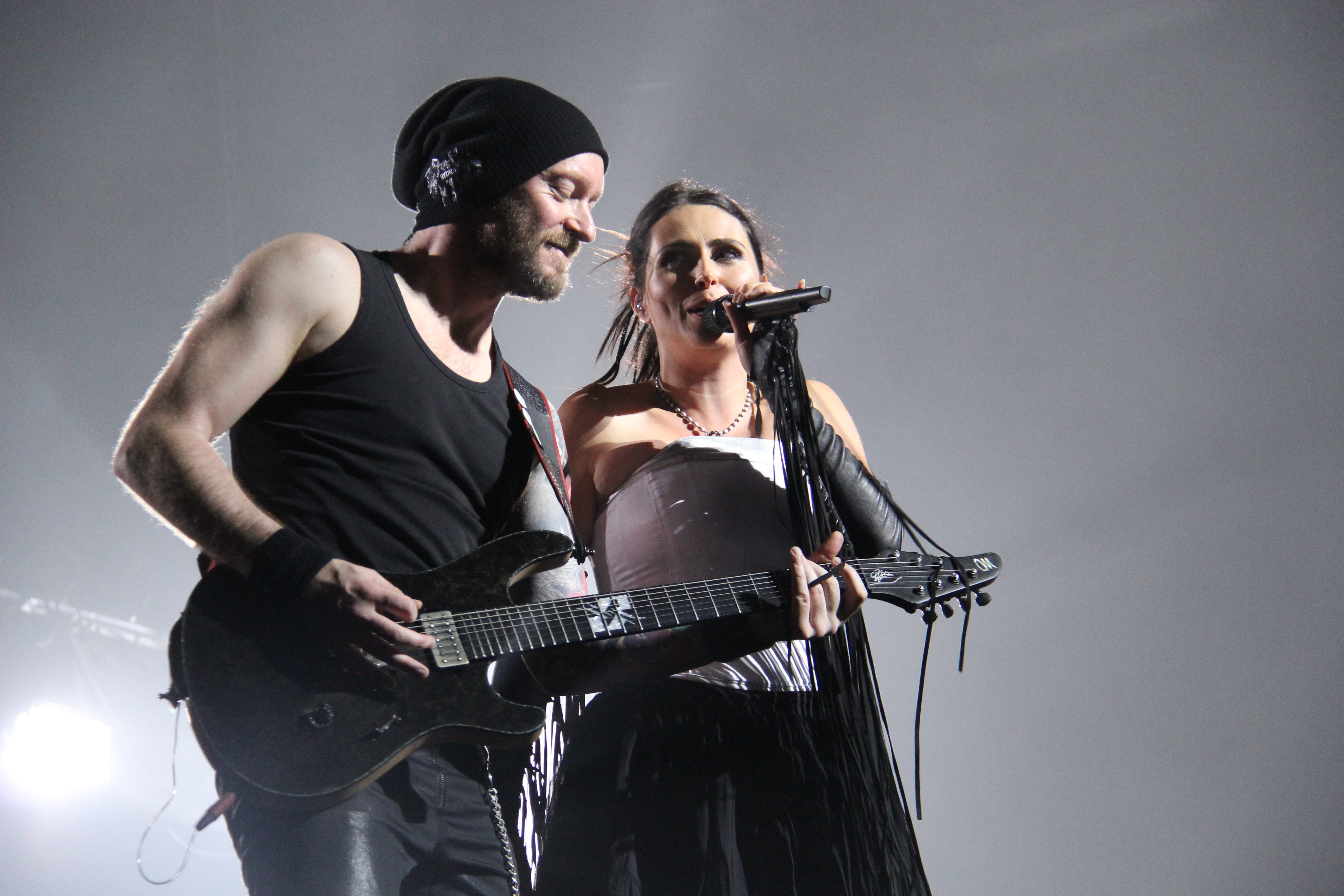
Ruud Jolie i Sharon den Adel na koncercie w klubie Nokia w Los Angeles, wrzesień 2014

27 września 2013 roku muzycy wydali EP-kę zatytułowaną Paradise (What About Us?), zawierającą trzy utwory w wersji demo („Let Us Burn”, „Dog Days” i „Silver Moonlight”), a także tytułową piosenkę. W utworze „Paradise (What About Us?)” gościnnie zaśpiewała Tarja Turunen, była wokalistka grupy Nightwish. 20 grudnia zespół wydał drugi singiel zapowiadający nową płytę, którym została piosenka „Dangerous”, w którym gościnnie zaśpiewał Howard Jones.
Album, zatytułowany Hydra, miał swoją premierę 31 stycznia 2014 roku. Płyta zadebiutowała na szesnastym miejscu listy Billboard 200 w Stanach Zjednoczonych oraz na szóstym miejscu na liście albumowej w Wielkiej Brytanii. Trzy dni przed premierą płyty, zespół zaprezentował dwie wersje teledysku do singla „Whole World Is Watching”: w międzynarodowej wersji w klipie wystąpił Dave Pirner z zespołu Soul Asylum, a w wersji polskiej pojawił się Piotr Rogucki z zespołu Coma.
20 lutego 2014 roku zespół zainaugurował światową trasę koncertową Hydra World Tour, występując w holenderskim Eindhoven. W maju został wydany minialbum grupy zatytułowany And We Run, na którym gościnnie pojawił się amerykański raper Xzibit. W październiku 2014 w Wielkiej Brytanii jako radiowy singiel promocyjny został wydany utwór „Edge of the World”. W listopadzie zespół wydał dwupłytowy koncertowy album zatytułowany Let Us Burn – Elements & Hydra Live In Concert, zawierający zapis jubileuszowego koncertu Elements z listopada 2012 roku oraz zapis koncertu, który został rozegrany w Amsterdamie w maju 2014 roku w ramach trasy koncertowej Hydra World Tour. W tym samym czasie wytwórnia Nuclear Blast wydała na amerykańsko-kanadyjskim rynku pierwsze albumy Within Temptation: Enter i The Dance

## Muzycy
| Obecny skład zespołu - Sharon den Adel – śpiew (od 1996) - Robert Westerholt – gitara rytmiczna (od 1996) - Jeroen van Veen – gitara basowa (od 1996) - Ruud Jolie – gitara prowadząca (od 2001) - Martijn Spierenburg – keyboard (od 2001) - Mike Coolen – perkusja (od 2011) - Stefan Helleblad – gitara rytmiczna (od 2011) | Byli członkowie zespołu - Michiel Papenhove – gitara prowadząca (1996–2001) - Martijn Westerholt – keyboard (1996–2001) - Dennis Leeflang – perkusja (1996) - Richard Willemse – perkusja (1996) - Ivar de Graaf – perkusja (1996–1998, 1999–2001) - Marius van Pyreen – perkusja (1998) - Ciro Palma – perkusja (1998–1999) - Jelle Bakker – gitara prowadząca (2001) - Stephen van Haestregt – perkusja (2002–2010) |

Oś czasu

## Dyskografia

### Albumy studyjne
| 1997                           | Enter - Data: 6 kwietnia 1997 - Wydawca: DSFA Records                                           | –   | –  | – | –  | –  | –  | – | –  | –  | 32 | – | –  | –  | –  | –  | |
| 2000                           | Mother Earth - Data: 4 grudnia 2000 - Wydawca: DSFA Records, GUN Records                        | –   | –  | 3 | –  | 70 | –  | 7 | 11 | –  | 3  | – | 30 | –  | –  | –  | - BEL: platynowa płyta - NLD: platynowa płyta - DEU: platynowa płyta - FIN: złota płyta - ESP: złota płyta                               |
| 2004                           | The Silent Force - Data: 15 listopada 2004 - Wydawca: GUN Records, Roadrunner Records           | –   | –  | 4 | 17 | 22 | 26 | 5 | 30 | 28 | 1  | 3 | 12 | –  | 34 | –  | - NLD: platynowa płyta - BEL: złota płyta - FIN: złota płyta - DEU: złota płyta - POR: złota płyta - ESP: złota płyta - CHE: złota płyta |
| 2007                           | The Heart of Everything - Data: 9 marca 2007 - Wydawca: GUN Records, Roadrunner Records         | 106 | 38 | 2 | 3  | 8  | 23 | 5 | 24 | 4  | 1  | 2 | 12 | –  | 26 | 22 | - BEL: złota płyta - GER: złota płyta - ROS: złota płyta                                                                                 |
| 2011                           | The Unforgiving - Data: 25 marca 2011 - Wydawca: Coulumbia Records, Roadrunner Records          | 50  | 23 | 5 | 3  | 9  | 16 | 7 | 25 | 7  | 2  | 3 | 7  | 27 | 19 | 14 | - POL: złota płyta |
| 2014                           | Hydra - Data: 31 stycznia 2014 - Wydawca: Sony Music, Universal Music, Nuclear Blast, Dramatico | 16  | 6  | 4 | 11 | 2  | 28 | 4 | 15 | 12 | 1  | 2 | 5  | 26 | 13 | 4  | |
| 2019                           | Resist - Data: 1 lutego 2019 - Wydawca: Vertigo                                                 |     |    |   |    | 2  | 20 |   |    | 11 | 2  |   | 4  | 13 |    | 18 | |
| „–” pozycja nie była notowana. |                                                                                                 |     |    |   |    |    |    |   |    |    |    |   |    |    |    |    | |

### Albumy koncertowe
| 2008                           | Black Symphony (oraz The Metropole Orchestra) - Data: 22 września 2008 - Wydawca: GUN Records, Roadrunner Records | 3 | 4  | 16 | 25 | –  | 17 | –  | 77 | –  |
| 2009                           | An Acoustic Night at the Theatre - Data: 30 października 2009 - Wydawca: GUN Records, Roadrunner Records          | 4 | 28 | 30 | 35 | 38 | 46 | 74 | 89 | 44 |
| 2014                           | Let Us Burn – Elements & Hydra Live In Concert - Data: 14 listopada 2014 - Wydawca: BMG                           | 5 | –  | 34 | –  | 75 | 26 | –  | 66 | –  |
| „–” pozycja nie była notowana. | |   |    |    |    |    |    |    |    |    |

### Minialbumy
| 1998                           | The Dance - Data: 21 czerwca 1998 - Wydawca: DSFA Records                                                  | –   | –  | –  | –  | –   |
| 2007                           | The Howling - Data: 1 maja 2007 - Wydawca: Roadrunner Records                                              | –   | –  | –  | –  | –   |
| 2011                           | Sinéad, the Remixes - Data: 17 października 2011 - Wydawca: Armada Music                                   | –   | –  | –  | –  | –   |
| 2013                           | Paradise (What About Us?) (oraz Tarja Turunen) - Data: 27 września 2013 - Wydawca: Sony BMG, Nuclear Blast | 160 | 64 | 81 | 80 | 196 |
| 2014                           | And We Run (oraz Xzibit) - Data: 23 maja 2014 - Wydawca: Sony BMG, Nuclear Blast                           | –   | –  | –  | –  | –   |
| „–” pozycja nie była notowana. | |     |    |    |    |     |

### Cover albumy
| Rok  | Tytuł                                                                                         | Pozycja na liście | Pozycja na liście |
| Rok  | Tytuł                                                                                         | NLD               | BEL               |
| ---- | --------------------------------------------------------------------------------------------- | ----------------- | ----------------- |
| 2013 | The Q-Music Sessions - Data: 19 kwietnia 2013 (tylko w Holandii i Belgii) - Wydawca: Sony BMG | 5                 | 4                 |

### Single
| 1997                           | „Restless”                                                  | –  | –  | –  | –   | –   | –  | Enter                            |
| 2001                           | „Our Farewell”                                              | –  | –  | –  | –   | –   | –  | Mother Earth                     |
| 2001                           | „Ice Queen”                                                 | 21 | –  | –  | 2   | –   | –  | Mother Earth                     |
| 2002                           | „Mother Earth”                                              | 14 | 81 | –  | 15  | –   | –  | Mother Earth                     |
| 2003                           | „Never Ending Story” (promo)                                | –  | –  | –  | –   | –   | –  | Mother Earth                     |
| 2003                           | „Running Up That Hill”                                      | 13 | 83 | 48 | 7   | –   | –  | –                                |
| 2004                           | „Stand My Ground”                                           | 13 | 67 | 9  | 5   | –   | 21 | The Silent Force                 |
| 2005                           | „Memories”                                                  | 17 | 45 | 26 | 18  | –   | –  | The Silent Force                 |
| 2005                           | „Angels”                                                    | 25 | –  | 41 | 8   | –   | –  | The Silent Force                 |
| 2005                           | „Jillian (I’d Give My Heart)” (promo)                       | –  | –  | –  | –   | –   | –  | The Silent Force                 |
| 2007                           | „What Have You Done” (feat. Keith Caputo)                   | 32 | 36 | 49 | 7   | –   | 40 | The Heart of Everything          |
| 2007                           | „Frozen”                                                    | 64 | –  | –  | 11  | 78  | –  | The Heart of Everything          |
| 2007                           | „All I Need”                                                | 78 | –  | –  | 13  | –   | –  | The Heart of Everything          |
| 2008                           | „Forgiven”                                                  | 87 | –  | –  | 8   | –   | –  | The Heart of Everything          |
| 2009                           | „Utopia” (feat. Chris Jones)                                | –  | 88 | 37 | 52  | –   | –  | An Acoustic Night at the Theatre |
| 2010                           | „Where Is the Edge” (promo)                                 | –  | –  | –  | –   | –   | –  | The Unforgiving                  |
| 2011                           | „Faster”                                                    | 29 | –  | 20 | 11  | –   | –  | The Unforgiving                  |
| 2011                           | „Sinéad”                                                    | 64 | –  | –  | –   | –   | –  | The Unforgiving                  |
| 2011                           | „Shot in the Dark”                                          | –  | –  | 60 | –   | –   | –  | The Unforgiving                  |
| 2011                           | „Fire and Ice”                                              | –  | –  | –  | –   | –   | –  | The Unforgiving                  |
| 2012                           | „Crazy” (cover Gnarls Barkley) (promo)                      | –  | –  | –  | 100 | –   | –  | The Q-Music Sessions             |
| 2012                           | „Grenade” (cover Bruno Marsa) (promo)                       | –  | –  | –  | 73  | –   | –  | The Q-Music Sessions             |
| 2013                           | „Paradise (What About Us?)” (feat. Tarja Turunen)           | 81 | 64 | –  | 80  | 160 | –  | Hydra                            |
| 2013                           | „Dangerous” (feat. Howard Jones)                            | –  | –  | –  | –   | –   | –  | Hydra                            |
| 2014                           | „Whole World is Watching” (feat. Dave Pirner/Piotr Rogucki) | –  | –  | 59 | –   | –   | –  | Hydra                            |
| 2014                           | „And We Run” (feat. Xzibit)                                 | –  | –  | –  | –   | –   | –  | Hydra                            |
| 2014                           | „Edge of the World” (promo)                                 | –  | –  | –  | –   | –   | –  | Hydra                            |
| 2018                           | „The Reckoning” (feat. Jacoby Shaddix)                      | –  | –  | –  | –   | –   | –  | Resist                           |
| 2018                           | „Raise Your Banner” (feat. Anders Fridén)                   | –  | –  | –  | –   | –   | –  | Resist                           |
| 2018                           | „Firelight” (feat. Jasper Steverlinck)                      | –  | –  | –  | –   | –   | –  | Resist                           |
| 2019                           | „In Vain”                                                   | –  | –  | –  | –   | –   | –  | Resist                           |
| 2019                           | „Supernova” (promo)                                         | –  | –  | –  | –   | –   | –  | Resist                           |
| 2019                           | „Mad World” (promo)                                         | –  | –  | –  | –   | –   | –  | Resist                           |
| 2020                           | „Entertain You”                                             | –  | –  | –  | –   | –   | –  | Bleed Out                        |
| 2020                           | „The Purge”                                                 | –  | –  | –  | –   | –   | –  | Bleed Out                        |
| 2021                           | „Shed My Skin” (feat. Annisokay)”                           | –  | –  | –  | –   | –   | –  | Bleed Out                        |
| 2021                           | „Forsaken (The Aftermath)” (promo)                          | –  | –  | –  | –   | –   | –  | –                                |
| 2022                           | „Don’t Pray For Me”                                         | –  | –  | –  | –   | –   | –  | Bleed Out                        |
| 2022                           | „The Fire Within”                                           | –  | –  | –  | –   | –   | –  | –                                |
| 2023                           | „Wireless”                                                  | –  | –  | –  | –   | –   | –  | Bleed Out                        |
| 2023                           | „Bleed Out”                                                 | –  | –  | –  | –   | –   | –  | Bleed Out                        |
| „–” pozycja nie była notowana. |                                                             |    |    |    |     |     |    |                                  |

## Wideografia
| 2003                           | Mother Earth Tour - Data: 17 listopada 2003 - Wydawca: BMG - Format: DVD                                                    | 2 | – | – | –  | –  |
| 2005                           | The Silent Force Tour - Data: 21 listopada 2005 - Wydawca: Roadrunner Records - Format: DVD                                 | 2 | – | – | –  | 20 |
| 2008                           | Black Symphony (oraz The Metropole Orchestra) - Data: 22 września 2008 - Wydawca: Roadrunner Records - Format: DVD, Blu-ray | – | 1 | 2 | 18 | 1  |
| 2014                           | Let Us Burn – Elements & Hydra Live In Concert - Data: 14 listopada 2014 - Wydawca: BMG - Format: DVD, Blu-ray              | – | 2 | – | –  | 3  |
| „–” pozycja nie była notowana. | |   |   |   |    |    |

## Trasy koncertowe
| Rok       | Nazwa                        | Odwiedzone kraje (liczba koncertów) |
| --------- | ---------------------------- | --- |
| 2000-2003 | Mother Earth Tour            | Holandia, Belgia, Niemcy, Francja |
| 2004-2006 | The Silent Force Tour        | Holandia (26), Belgia (5), Wielka Brytania (4), Francja (4), Dania (1), Niemcy (9), Szwecja (5), Szwajcaria (3), Hiszpania (5), Finlandia (2), Włochy (1), Czechy (1), Zjednoczone Emiraty Arabskie (1), Japonia (1) |
| 2007-2008 | The Heart of Everything Tour | Holandia (24), Portugalia (2), Hiszpania (5), Francja (7), Włochy (4), Belgia (5), Wielka Brytania (12), Dania (2), Norwegia (1), Szwecja (4), Finlandia (4), Niemcy (10), Rumunia (1), Austria (3), Węgry (2), Szwajcaria (4), Turcja (1), Chorwacja (1), Polska (1), Czechy (2), Słowenia (1), Rosja (1), Grecja (1), Ukraina (2), Stany Zjednoczone (22), Kanada (3), Japonia (2), Meksyk (3), Kolumbia (2), Argentyna (1), Chile (1), Brazylia (2) |
| 2011-2013 | The Unforgiving Tour         | Holandia (21), Niemcy (13), Szwajcaria (4), Węgry (1), Rumunia (3), Francja (8), Hiszpania (4), Portugalia (2), Włochy (2), Austria (2), Czechy (3), Polska (4), Dania (1), Szwecja (4), Norwegia (2), Finlandia (3), Rosja (4), Luksemburg (1), Wielka Brytania (4), Belgia (5), Turcja (2), Bułgaria (1), Ukraina (1), Stany Zjednoczone (4), Kanada (2), Meksyk (1), Ekwador (1), Peru (1), Chile (1), Argentyna (1), Brazylia (2), Liban (1)       |
| 2014-2015 | Hydra World Tour             | Holandia (8), Finlandia (3), Rosja (2), Litwa (1), Białoruś (1), Polska (4), Czechy (3), Słowacja (2), Węgry (1), Austria (2), Szwajcaria (3), Niemcy (13), Wielka Brytania (7), Francja (5), Belgia (4), Włochy (1), Szwecja (1), Dania (1), Hiszpania (2), Ukraina (1), Bułgaria (1), Stany Zjednoczone (10), Kanada (3), Japonia (1), Meksyk (1), Salwador (1), Kolumbia (1), Chile (1), Argentyna (1), Brazylia (3)                                |

## Teledyski
| Rok  | Tytuł                                            | Reżyseria                      | Album                            |
| ---- | ------------------------------------------------ | ------------------------------ | -------------------------------- |
| 1998 | „The Dance”                                      | –                              | The Dance                        |
| 2000 | „Ice Queen” (pierwsza wersja)                    | –                              | Mother Earth                     |
| 2001 | „Ice Queen” (druga wersja)                       | Patric Ullaeus                 | Mother Earth                     |
| 2003 | „Mother Earth”                                   | Patric Ullaeus                 | Mother Earth                     |
| 2004 | „Running Up That Hill”                           | Joern Heitmann                 | Running Up That Hill             |
| 2004 | „Stand My Ground”                                | Bernard Wedig, Conchita Soares | The Silent Force                 |
| 2005 | „Memories”                                       | Bernard Wedig, Conchita Soares | The Silent Force                 |
| 2005 | „Angels”                                         | Oliver Sommer                  | The Silent Force                 |
| 2006 | „The Howling” (Spellborn trailer)                | –                              | The Chronicles of Spellborn      |
| 2007 | „What Have You Done” (Europa)                    | Jonathan Weyland               | The Heart Of Everything          |
| 2007 | „What Have You Done” (USA)                       | Jonathan Weyland               | The Heart Of Everything          |
| 2007 | „Frozen”                                         | Oliver Sommer                  | The Heart Of Everything          |
| 2007 | „The Howling”                                    | Oliver Sommer                  | The Heart Of Everything          |
| 2007 | „All I Need”                                     | Oliver Sommer                  | The Heart Of Everything          |
| 2008 | „Forgiven”                                       | Oliver Sommer                  | The Heart Of Everything          |
| 2009 | „Utopia”                                         | Oscar Verpoort                 | An Acoustic Night At The Theatre |
| 2010 | „Where Is The Edge”                              | –                              | The Unforgiving                  |
| 2011 | „Faster”                                         | Joeri Holsheimer               | The Unforgiving                  |
| 2011 | „Sinéad”                                         | Joeri Holsheimer               | The Unforgiving                  |
| 2011 | „Shot in the Dark”                               | Joeri Holsheimer               | The Unforgiving                  |
| 2012 | „Fire and Ice”                                   | –                              | The Unforgiving                  |
| 2013 | "Titanium" (Cover Davida Guetty)                 | –                              | The Q-music Sessions             |
| 2013 | „Paradise (What About Us?)” (oraz Tarja Turunen) | Maarten Welzen, Tim Smit       | Hydra                            |
| 2013 | "Dangerous" (oraz Howard Jones)                  | Patric Ullaeus                 | Hydra                            |
| 2014 | „Whole World Is Watching” (oraz Piotr Rogucki)   | Patric Ullaeus                 | Hydra                            |
| 2014 | „Whole World Is Watching” (oraz Dave Pirner)     | Patric Ullaeus                 | Hydra                            |
| 2014 | „And We Run” (oraz Xzibit)                       | Tim Smit                       | Hydra                            |

## Nagrody i wyróżnienia
| Rok  | Kategoria                                           | Tytułem           | Nagroda                                        | Nota      |
| ---- | --------------------------------------------------- | ----------------- | ---------------------------------------------- | --------- |
| 2003 | Buma Export Award                                   | Within Temptation | Buma Cultuur Awards                            | Laur      |
| 2003 | Best Live DVD                                       | Mother Earth Tour | Edison Awards                                  | Laur      |
| 2004 | Buma Export Award                                   | Within Temptation | Buma Cultuur Awards                            | Laur      |
| 2005 | Buma Export Award                                   | Within Temptation | Buma Cultuur Awards                            | Laur      |
| 2005 | Best National Group                                 | Within Temptation | Edison Awards                                  | Laur      |
| 2005 | MTV Europe Music Award for Best Dutch & Belgian Act | Within Temptation | MTV Europe Music Awards                        | Nominacja |
| 2005 | Best Selling Dutch Artist                           | Within Temptation | World Music Awards                             | Laur      |
| 2006 | Buma Export Award                                   | Within Temptation | Buma Cultuur Awards                            | Laur      |
| 2006 | Best Rock Artist                                    | Within Temptation | 3FM Awards                                     | Laur      |
| 2006 | Best Video                                          | „Angels”          | Metal Hammer Golden Gods Awards                | Laur      |
| 2007 | MTV Europe Music Award for Best Dutch & Belgian Act | Within Temptation | MTV Europe Music Awards                        | Laur      |
| 2007 | Best Selling Dutch Artist                           | Within Temptation | World Music Awards                             | Laur      |
| 2007 | Best Rock Artist                                    | Within Temptation | 3FM Awards                                     | Laur      |
| 2008 | Best International Rock Group                       | Within Temptation | Echo Awards                                    | Nominacja |
| 2009 | Best Rock Artist                                    | Within Temptation | 3FM Awards                                     | Nominacja |
| 2009 | Best Live Act                                       | Within Temptation | 3FM Awards                                     | Laur      |
| 2011 | Buma Music in Motion                                | The Unforgiving   | Buma Cultuur Awards                            | Laur      |
| 2011 | Best Rock Artist                                    | Within Temptation | 3FM Awards                                     | Nominacja |
| 2012 | Best Rock Artist                                    | Within Temptation | 3FM Awards                                     | Nominacja |
| 2014 | Independent Album of the Year                       | Hyrda             | AIM Music Awards                               | Nominacja |
| 2014 | Best Album                                          | Hyrda             | World Music Awards                             | Nominacja |
| 2014 | Best Group                                          | Within Temptation | World Music Awards                             | Nominacja |
| 2014 | Best Live Act                                       | Within Temptation | World Music Awards                             | Nominacja |
| 2014 | European Independent Album of the Year              | Hydra             | Independent Music Companies Association Awards | Laur      |